# Hulk (Marvel Comics)
Hulk je izmišljeni  stripovski lik izdavačke kuće Marvel Comics. Stvorili su ga Stan Lee i Jack Kirby, a prvi put se pojavio u svibnju 1962. godine u stripu  The Incredible Hulk #1. On je ogromno, zeleno, mutirajuće čudovište s nadljudskom snagom i nemogućnošću da kontrolira svoj bijes. Neki Hulka karakteriziraju kao naivnog i djetinjastog, dok drugi tvrde da je on hiper-agresivan, brutalan, vješt i intrigantan. Često je prikazan kao antijunak. Hulk je zapravo alter ego povučenog i sramežljivog fizičara zvanog Bruce Banner. Banner se pretvorio u Hulka nakon što je slučajno bio izložen udaru testne gama atomske bombe koju je on izmislio. Nakon toga pretvarat će se u Hulka svaki put kada se jako naljuti ili kad mu život bude u opasnosti. Stan Lee je izjavio da je pri stvaranju Hulka bio inspiriran kombinacijom Dr. Jekylla i Mr. Hydea i Frankensteina.
Iako se Hulkova boja mijenjala kroz njegovu izdavačku povijest, najčešća je ipak bila zelena. Kao Hulk, Banner ima veliki raspon snage, a intenzitet njegove snage ovisi o njegovoj ljutnji. Kao što i sam Banner kaže, "Što je Hulk ljući, to je Hulk jači". Jake emocije, kao što su bijes i tuga, također su okidači njegove transformacije u Hulka. Dok je bio dijete, Bannerov otac Brian bi često poludio i silovao njegovu majku te je tako u Banneru stvarao psihološki kompleks straha, ljutnje i straha od ljutnje te destrukcije. Najčešća radnja stripova o Hulku je lov Američke vojske na Bannera odnosno Hulka zbog destrukcije koju izaziva. Poznat je i po svojem uzviku kojeg često koristi: "HULK SMASH!" (hrv. "HULK RAZBITI!").
Hulk je kao lik adaptiran u razne medije, od animiranih serija do filmova i igrica. U TV seriji i pet TV filmova iz 1980-ih Davida Bannera (ime mu je promijenjeno jer se nije sviđalo producentima) je glumio Bill Bixby, a Hulka Lou Ferigno. U novijim filmskim verzijama Hulk je napravljen pomoću CGI-ija. U filmu Hulk iz 2003., kojeg je režirao Ang Lee, Bannera je glumio Eric Bana. U franšizi Marvel Cinematic Universe u filmu Nevjerojatni Hulk iz 2008. glumio ga je Edward Norton da bi 2012. ulogu preuzeo Mark Ruffalo koji je glumio Hulka u filmu Osvetnici te ponovio ulogu u filmovima Iron Man 3 (2013.) i Osvetnici 2: Vladavina Ultrona (2015.). Ruffalo bi trebao ponoviti ulogu i u filmu Osvetnici 3: Vječni rat.